# Телевизионен водещ
Телевизионен водещ е телевизионен журналист (може да бъде и друга личност, най-често известна), който води телевизионно предаване.
Някои водещи могат да са и актьори, манекени, певци, комици и др. Други могат да са специалисти в дадена област – учени или политици, които водят предаване в своята област. Някои са известни личности, които първо са се прославили в областта си, а след това са станали водещи. Други обратно – използват славата си, за да навлизат в нови области. Пример за последното е Майкъл Пейлин, който от актьор става водещ на документални поредици за пътешествия.
Ролята на телевизионния водещ става по-забележима, след като в САЩ журналисти като Уолтър Кронкайт и Дейвид Летърман стават световноизвестни с предаванията си.